# Вен Еллвуд
Вен Еллвуд (англ. Ben Ellwood; нар. 12 березня 1976) — колишній австралійський тенісист.
Найвищу одиночну позицію світового рейтингу — 140 місце досяг 28 жовтня 1996, парну — 66 місце — 18 березня 2002 року.
Здобув 2 одиночні та 6 парних титулів.
Найвищим досягненням на турнірах Великого шолома був чвертьфінал в парному розряді.

## Юніорські фінали турнірів Великого шолома

### Одиночний розряд: 1 (1 перемога)
| Результат | Рік  | Турнір                                 | Покриття | Суперник    | Рахунок       |
| --------- | ---- | -------------------------------------- | -------- | ----------- | ------------- |
| Перемога  | 1994 | Відкритий чемпіонат Австралії з тенісу | Тверде   | Андреу Іліє | 5–7, 6–3, 6–3 |

### Парний розряд: 4 (3–1)
| Результат | Рік  | Турнір                                 | Покриття | Партнер          | Суперники                         | Рахунок  |
| --------- | ---- | -------------------------------------- | -------- | ---------------- | --------------------------------- | -------- |
| Поразка   | 1993 | Відкритий чемпіонат США з тенісу       | Тверде   | Джеймс Секулов   | Невілл Годвін Гарет Вільямс       | 3–6, 3–6 |
| Перемога  | 1994 | Відкритий чемпіонат Австралії з тенісу | Тверде   | Марк Філіппуссіс | Джеймі Дельгадо Роман Кукал       | 7–5, 7–6 |
| Перемога  | 1994 | Вімблдонський турнір                   | Трава    | Марк Філіппуссіс | Владімір Платенік Рікарду Шлахтер | 6–2, 6–4 |
| Перемога  | 1994 | Відкритий чемпіонат США з тенісу       | Тверде   | Ніколас Лапентті | Пол Голдстейн Скотт Гамфріс       | 6–0, 6–2 |

## Фінали турнірів ATP за кар'єру

### Парний розряд: 1 (1 поразка)
| Легенда                         |
| ------------------------------- |
| Турніри Великого шлема (0–0)    |
| Фінали Світового туру ATP (0–0) |
| Серія Мастерс ATP (0–0)         |
| Серія турнірів ATP (0–0)        |
| Серія ATP Інтернешнл (0–1)      |

| Фінали за покриттям |
| ------------------- |
| Тверде (0–1)        |
| Ґрунт (0–0)         |
| Трава (0–0)         |
| Килим (0–0)         |

| Фінали за типом корту |
| --------------------- |
| Відкритий корт (0–1)  |
| Закритий корт (0–0)   |

| Результат | В-П | Дата     | Турнір          | Рівень           | Покриття | Партнер     | Суперники             | Рахунок               |
| --------- | --- | -------- | --------------- | ---------------- | -------- | ----------- | --------------------- | --------------------- |
| Поразка   | 0–1 | Бер 2002 | Делрей-Біч, США | Серія Інтернешнл | Тверде   | Девід Адамс | Мартін Дамм Цирил Сук | 4–6, 7–6(7–5), [5–10] |

## Фінали ATP Челленджер і ITF Ф'ючерс

### Одиночний розряд: 7 (5–2)
| Легенда              |
| -------------------- |
| ATP Челленджер (2–0) |
| ITF Ф'ючерс (3–2)    |

| Фінали за покриттям |
| ------------------- |
| Тверде (0–0)        |
| Ґрунт (1–1)         |
| Трава (4–0)         |
| Килим (0–1)         |

| Результат | В-П | Дата     | Турнір                      | Рівень     | Покриття | Суперник       | Рахунок       |
| --------- | --- | -------- | --------------------------- | ---------- | -------- | -------------- | ------------- |
| Перемога  | 1–0 | Лип 1996 | Бристоль, Велика Британія   | Челленджер | Трава    | Нік Віл        | 6–4, 6–3      |
| Перемога  | 2–0 | Лип 1996 | Манчестер, Велика Британія  | Челленджер | Трава    | Фернон Віб'єр  | 6–4, 6–4      |
| Поразка   | 2–1 | Лис 1998 | Австралія F2, Frankston     | Ф'ючерс    | Ґрунт    | Тобі Мітчелл   | 6–3, 1–6, 5–7 |
| Перемога  | 3–1 | Лис 1998 | Австралія F3, Беррі         | Ф'ючерс    | Трава    | Ґленн Нокс     | 3–6, 6–3, 6–4 |
| Поразка   | 3–2 | Лют 1999 | Велика Британія F3, Істборн | Ф'ючерс    | Килим    | Ян Борушевскі  | 2–6, 3–6      |
| Перемога  | 4–2 | Жов 1999 | Австралія F1, Beaumaris     | Ф'ючерс    | Ґрунт    | Пол Бакканелло | 6–3, 6–2      |
| Перемога  | 5–2 | Лис 1999 | Австралія F3, Беррі         | Ф'ючерс    | Трава    | Деян Петрович  | 7–6, 6–1      |

### Парний розряд: 21 (12–9)
| Легенда              |
| -------------------- |
| ATP Челленджер (6–7) |
| ITF Ф'ючерс (6–2)    |

| Фінали за покриттям |
| ------------------- |
| Тверде (3–2)        |
| Ґрунт (5–2)         |
| Трава (4–5)         |
| Килим (0–0)         |

| Результат | В-П  | Дата     | Турнір                       | Рівень     | Покриття | Партнер          | Суперники                         | Рахунок                 |
| --------- | ---- | -------- | ---------------------------- | ---------- | -------- | ---------------- | --------------------------------- | ----------------------- |
| Поразка   | 0–1  | Гру 1993 | Перт, Австралія              | Челленджер | Трава    | Марк Філіппуссіс | Пол Кілдеррі Брент Ларкем         | 6–7, 3–6                |
| Поразка   | 0–2  | Гру 1993 | Аделаїда, Австралія          | Челленджер | Трава    | Марк Філіппуссіс | Джошуа Ігл Ендрю Флорент          | 1–6, 3–6                |
| Перемога  | 1–2  | Гру 1994 | Перт, Австралія              | Челленджер | Трава    | Марк Філіппуссіс | Вейн Артурс Ніл Борвік            | 7–5, 7–6                |
| Поразка   | 1–3  | Кві 1996 | Нагоя, Японія                | Челленджер | Тверде   | Петер Трамаккі   | Івабуті Сатосі Судзукі Такао      | 6–7, 6–7                |
| Поразка   | 1–4  | Лип 1997 | Віннетка, США                | Челленджер | Тверде   | Чад Кларк        | Майкл Селл Майлз Вейкфілд         | 3–6, 6–7                |
| Перемога  | 2–4  | Кві 1998 | Велика Британія F4, Борнмут  | Ф'ючерс    | Ґрунт    | Калле Флюґт      | Джеймс Девідсон Джеймс Фокс       | 6–4, 6–3                |
| Поразка   | 2–5  | Лип 1998 | Бристоль, Велика Британія    | Челленджер | Трава    | Вейн Артурс      | Максим Мирний Володимир Волчков   | 4–6, 6–3, 6–7           |
| Поразка   | 2–6  | Лип 1998 | Манчестер, Велика Британія   | Челленджер | Трава    | Вейн Артурс      | Мозе Наварра Стефано Пескосолідо  | 1–6, 7–6, 6–7           |
| Перемога  | 3–6  | Сер 1998 | Lexington Challenger, США    | Челленджер | Тверде   | Ллейтон Г'юїтт   | Пол Голдстейн Джим Томас          | 5–7, 6–3, 6–2           |
| Перемога  | 4–6  | Тра 1999 | Велика Британія F6, Ньюкасл  | Ф'ючерс    | Ґрунт    | Майлс Маклаган   | Дамін Робертс Майлз Вейкфілд      | 6–2, 6–4                |
| Перемога  | 5–6  | Тра 1999 | Велика Британія F7, Единбург | Ф'ючерс    | Ґрунт    | Майлс Маклаган   | Мартін Лі Арвінд Пармар           | 6–2, 6–3                |
| Поразка   | 5–7  | Жов 1999 | Австралія F1, Beaumaris      | Ф'ючерс    | Ґрунт    | Деян Петрович    | Тім Крічтон Доменік Марафіоте     | 6–7, 3–6                |
| Перемога  | 6–7  | Кві 2001 | Велика Британія F3, Борнмут  | Ф'ючерс    | Ґрунт    | Тодд Ларкхем     | Люк Буржуа Майкл Теббутт          | 7–6(7–4), 7–6(7–4)      |
| Перемога  | 7–7  | Тра 2001 | Велика Британія F4, Hatfield | Ф'ючерс    | Ґрунт    | Люк Буржуа       | Саймон Діксон Марк Гілтон         | 6–3, 6–3                |
| Перемога  | 8–7  | Чер 2001 | Сербітон, Велика Британія    | Челленджер | Трава    | Девід Адамс      | Джефф Кутзе Маркос Ондруска       | 7–6(7–5), 6–4           |
| Перемога  | 9–7  | Лип 2001 | Манчестер, Велика Британія   | Челленджер | Трава    | Фредрік Лувен    | Веслі Муді Шон Рудман             | 4–6, 7–5, 6–4           |
| Поразка   | 9–8  | Вер 2001 | Брашов, Румунія              | Челленджер | Ґрунт    | Калле Флюґт      | Ловро Зовко Амір Хадад            | 1–6, 6–4, 4–6           |
| Перемога  | 10–8 | Лис 2001 | Австралія F5, Беррі          | Ф'ючерс    | Трава    | Деян Петрович    | Петер Лучак Девід Годж            | 7–6(8–6), 6–7(5–7), 6–3 |
| Поразка   | 10–9 | Гру 2001 | Австралія F6, Barmera        | Ф'ючерс    | Трава    | Деян Петрович    | Джозеф Сіріанні Джеймон Крабб     | 2–6, 3–6                |
| Перемога  | 11–9 | Лют 2002 | Брест, Франція               | Челленджер | Тверде   | Стівен Гасс      | Джонатан Ерліх Енді Рам           | 6–1, 6–4                |
| Перемога  | 12–9 | Лют 2002 | Вроцлав, Польща              | Челленджер | Тверде   | Стівен Гасс      | Александар Кітінов Юган Ландсберг | 6–7(3–7), 7–5, 7–6(8–6) |

## Досягнення
| W | Ф | ПФ | ЧФ | #Р | КТ | К# | DNQ | A | NH |

### Одиночний розряд
| Турніри Великого шлему                 |     |     |     |     |     |     |     |     |     |     |     |       |     |     |
| Відкритий чемпіонат Австралії з тенісу | К2р | К1р | 1р  | 2р  | 1р  | К3р | К1р |     |     | К1р | К1р | 0 / 3 | 1–3 | 25% |
| Відкритий чемпіонат Франції з тенісу   |     |     |     | К2р |     | К2р |     |     |     |     |     | 0 / 0 | 0–0 | –   |
| Вімблдонський турнір                   |     | К1р | К3р | К2р | 1р  | К3р | К3р |     |     |     |     | 0 / 1 | 0–1 | 0%  |
| Відкритий чемпіонат США з тенісу       |     |     |     | 1р  | К1р | К2р |     |     |     |     |     | 0 / 1 | 0–1 | 0%  |
| В-П                                    | 0–0 | 0–0 | 0–1 | 1–2 | 0–2 | 0–0 | 0–0 | 0–0 | 0–0 | 0–0 | 0–0 | 0 / 5 | 1–5 | 17% |
| Серія Мастерс ATP                      |     |     |     |     |     |     |     |     |     |     |     |       |     |     |
| Відкритий чемпіонат Маямі з тенісу     |     |     | К1р | К1р | К1р |     |     |     |     |     |     | 0 / 0 | 0–0 | –   |
| Гамбург                                |     | К1р |     |     |     |     |     |     |     |     |     | 0 / 0 | 0–0 | –   |
| Рим                                    |     |     |     | К2р |     |     |     |     |     |     |     | 0 / 0 | 0–0 | –   |
| В-П                                    | 0–0 | 0–0 | 0–0 | 0–0 | 0–0 | 0–0 | 0–0 | 0–0 | 0–0 | 0–0 | 0–0 | 0 / 0 | 0–0 | –   |

### Парний розряд
| Турніри Великого шлему                 |     |     |     |     |     |     |     |     |        |       |     |
| Відкритий чемпіонат Австралії з тенісу | 1р  | 1р  | 1р  | 1р  | 3р  | 3р  | 1р  | 1р  | 0 / 8  | 4–8   | 33% |
| Відкритий чемпіонат Франції з тенісу   |     |     |     |     |     | 1р  | 2р  | 1р  | 0 / 3  | 1–3   | 25% |
| Вімблдонський турнір                   | К1р | К2р | 1р  | К1р | К2р | 3р  | 2р  | 1р  | 0 / 4  | 3–4   | 43% |
| Відкритий чемпіонат США з тенісу       |     | К1р |     |     | ЧФ  |     | 2р  | 2р  | 0 / 3  | 5–3   | 63% |
| В-П                                    | 0–1 | 0–1 | 0–2 | 0–1 | 5–2 | 4–3 | 3–4 | 1–4 | 0 / 18 | 13–18 | 42% |
| Серія Мастерс ATP                      |     |     |     |     |     |     |     |     |        |       |     |
| Відкритий чемпіонат Маямі з тенісу     |     |     |     |     |     |     |     | 2р  | 0 / 1  | 1–1   | 50% |
| Рим                                    |     | К1р |     |     |     |     |     |     | 0 / 0  | 0–0   | –   |
| Мастерс Цинциннаті                     |     |     |     | 1р  |     |     |     |     | 0 / 1  | 0–1   | 0%  |
| В-П                                    | 0–0 | 0–0 | 0–0 | 0–1 | 0–0 | 0–0 | 0–0 | 1–1 | 0 / 2  | 1–2   | 33% |